# Uherské Hradiště
Uherské Hradiště (deutsch Ungarisch Hradisch, ungarisch Magyarhradis) ist eine Stadt im Okres Uherské Hradiště im Zlínský kraj in Tschechien.
Sie liegt im Südosten Tschechiens in der Mährischen Slowakei. Ihr Ortskern befindet sich in einer Ebene auf einer Insel am linken Ufer der March (Morava). Südlich verlaufen die Olšava und deren altes Flussbett Stará Olšava.

## Stadtgliederung
Uherské Hradiště untergliedert sich in sieben Stadtteile:
- Zentrum,
- Jarošov (deutsch: Jaroshof[2]),
- Mařatice,
- Míkovice,
- Rybárny,
- Sady (deutsch: Derfle),
- Vésky

### Klima
Das Klima ist warm-gemäßigt mit milden Wintern und warmen Sommern bei einer Jahresdurchschnittstemperatur von 10,1 °C. Die Jahresniederschlagssumme beträgt 727 mm. Alle zwölf Monate sind humid. Die Klimaklassifikation nach Köppen und Geiger lautet Cfb.
|                        | Jan  | Feb  | Mär | Apr  | Mai  | Jun  | Jul  | Aug  | Sep  | Okt  | Nov | Dez  |   |      |
| Mittl. Temperatur (°C) | −1,2 | 0,5  | 4,6 | 10,4 | 14,9 | 18,7 | 20,6 | 20,3 | 15,4 | 10,3 | 5,7 | 0,5  | ⌀ | 10,1 |
| Mittl. Tagesmax. (°C)  | 1,6  | 4,0  | 9,0 | 15,3 | 19,5 | 23,2 | 25,1 | 25,0 | 19,8 | 14,0 | 8,4 | 3,0  | ⌀ | 14   |
| Mittl. Tagesmin. (°C)  | −4,3 | −3,0 | 0,0 | 4,7  | 9,5  | 13,3 | 15,4 | 15,1 | 10,9 | 6,6  | 3,0 | −2,1 | ⌀ | 5,8  |
|                        |      |      |     |      |      |      |      |      |      |      |     |      |   |      |
| Niederschlag (mm)      | 44   | 42   | 48  | 51   | 75   | 82   | 92   | 72   | 72   | 48   | 53  | 48   | Σ | 727  |
|                        |      |      |     |      |      |      |      |      |      |      |     |      |   |      |
| Sonnenstunden (h/d)    | 3,2  | 4,3  | 6,3 | 9,2  | 10,2 | 11,6 | 11,7 | 10,9 | 7,9  | 5,1  | 3,4 | 2,9  | ⌀ | 7,2  |
|                        |      |      |     |      |      |      |      |      |      |      |     |      |   |      |
| Regentage (d)          | 7    | 7    | 8   | 7    | 8    | 9    | 9    | 7    | 7    | 6    | 7   | 7    | Σ | 89   |
|                        |      |      |     |      |      |      |      |      |      |      |     |      |   |      |
| Luftfeuchtigkeit (%)   | 82   | 79   | 72  | 66   | 68   | 66   | 66   | 65   | 71   | 77   | 82  | 83   | ⌀ | 73,1 |

| −4,3 |

| −3,0 |

| 0,0 |

| 4,7 |

| 9,5 |

| 13,3 |

| 15,4 |

| 15,1 |

| 10,9 |

| 6,6 |

| 3,0 |

| −2,1 |

| −4,3 |

| −3,0 |

| 0,0 |

| 4,7 |

| 9,5 |

| 13,3 |

| 15,4 |

| 15,1 |

| 10,9 |

| 6,6 |

| 3,0 |

| −2,1 |

## Geschichte

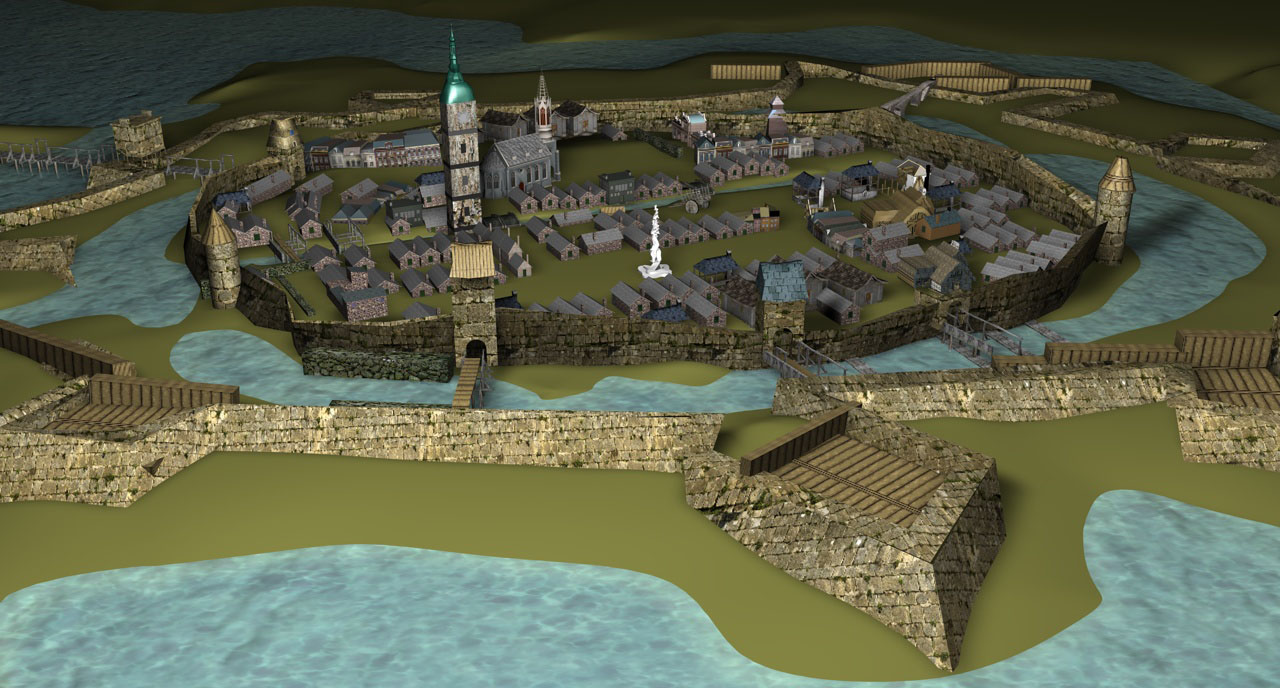
Modell der mittelalterlichen Stadt

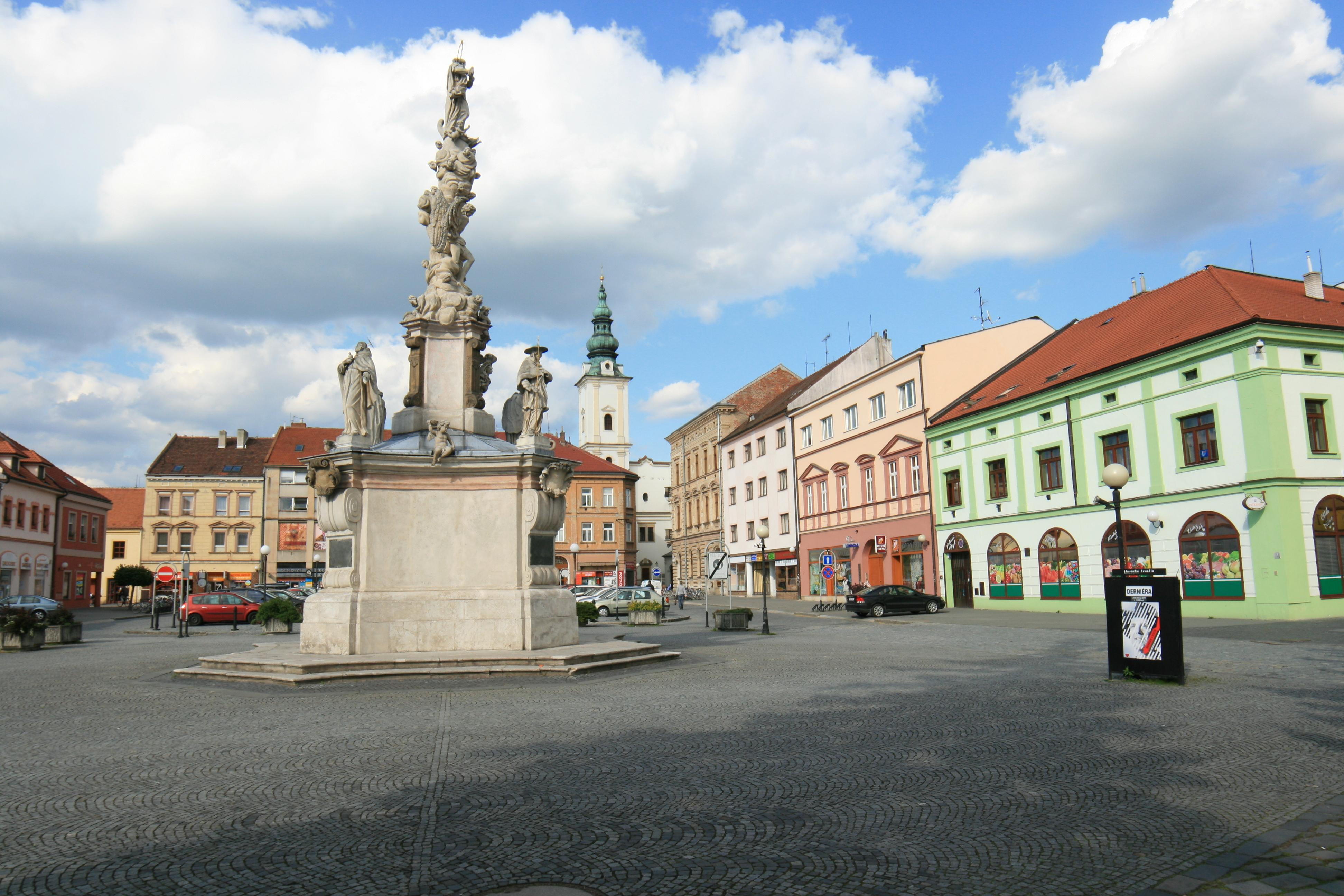
Mariensäule

Die Stadt wurde im Jahre 1257 auf einer Insel in der March als Nový Veligrad durch Ottokar II. Přemysl gegründet. Sie erhielt dabei die Marktrechte von Veligrad-Staré Město und Kunovice übertragen. Zu Beginn des 14. Jahrhunderts erhielt die Königsstadt den Namen Hradiště, der im 17. Jahrhundert um den Zusatz Uherské (Ungarisch) erweitert wurde. 1469 bis 1473 wurde die Stadt vergeblich durch Matthias Corvinus belagert.
Bis 1749 übten die privilegierten Jäger von Stříbrnice das Scharfrichteramt aus. 1780 wurde die Festung aufgelassen.
In Altösterreich war Ungarisch-Hradisch der Sitz der Bezirkshauptmannschaft des gleichnamigen Bezirkes. Um 1880 lebten in der Stadt noch 1.898 deutschsprachige und 1.712 tschechische Bürger, doch das slawische Element wurde immer bedeutender, während die Anzahl der Deutschsprachigen, darunter viele jüdischen Glaubens, ständig abnahm. Um 1900 lebten im Ort 5137 vorwiegend tschechische Einwohner, darunter 937 Deutsche und Juden.

## Sehenswürdigkeiten

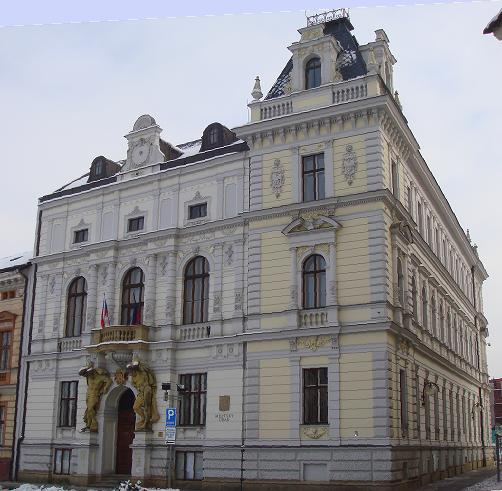
Neues Rathaus

Uherské Hradiště ist das Zentrum der Mährischen Slowakei. Der historische Kern der Stadt ist vollständig denkmalgeschützt.
- Reste der Stadtbefestigung
- Großer Platz mit Mariensäule

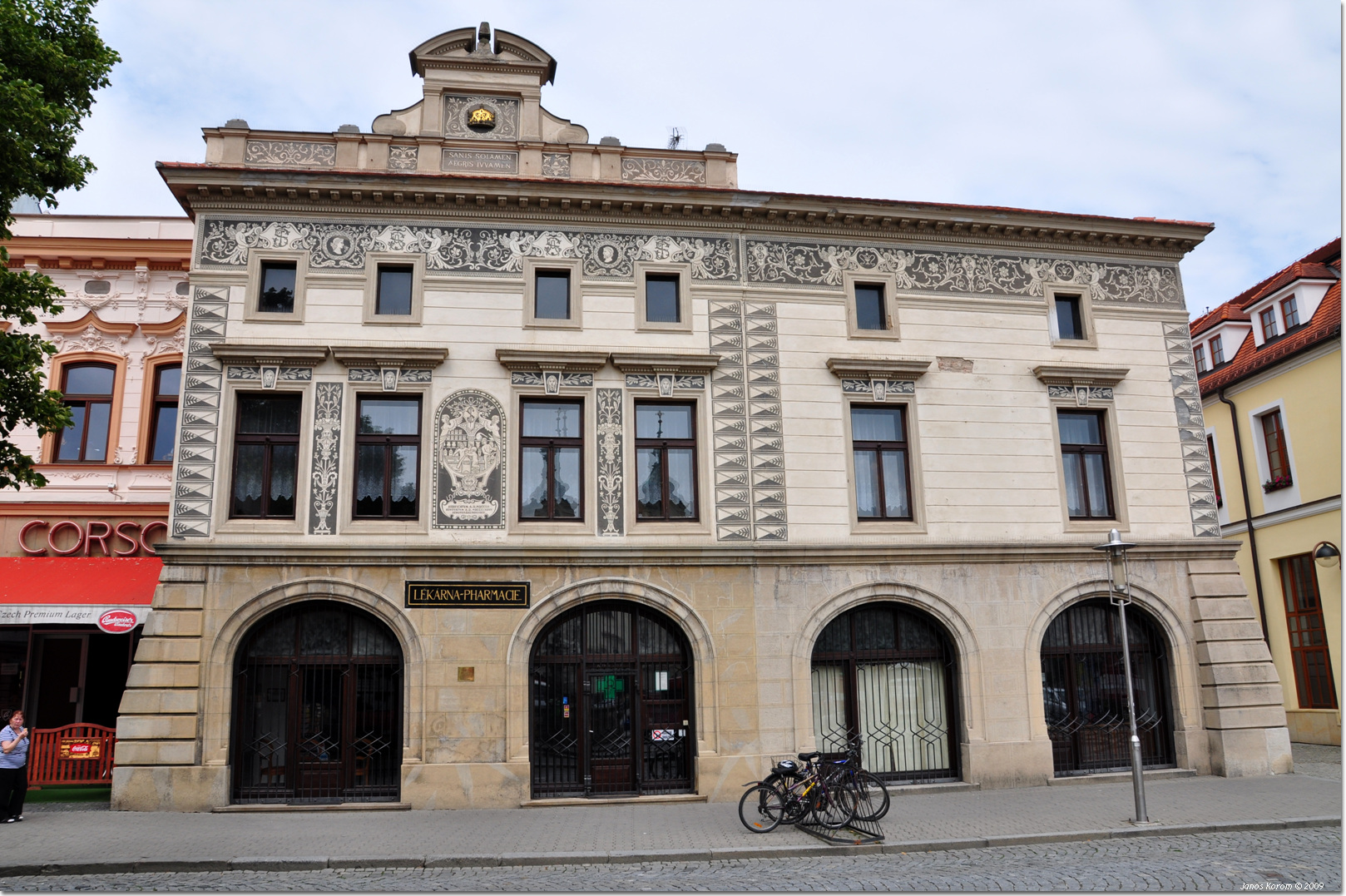
Apotheke in einem Bürgerhaus der Altstadt

- Pfarrkirche (ehemalige Jesuitenkirche), mit Altar von Johann Georg Heinsch
- ehemaliges Jesuitenkolleg, Kulturzentrum
- Franziskanerkonvent
- Altes Rathaus
- Neues Rathaus am Palackého náměstí
- Ehemalige Synagoge, heute Stadtbibliothek
- Museum der Mährischen Slowakei (Slovácké muzeum)

## Verkehr

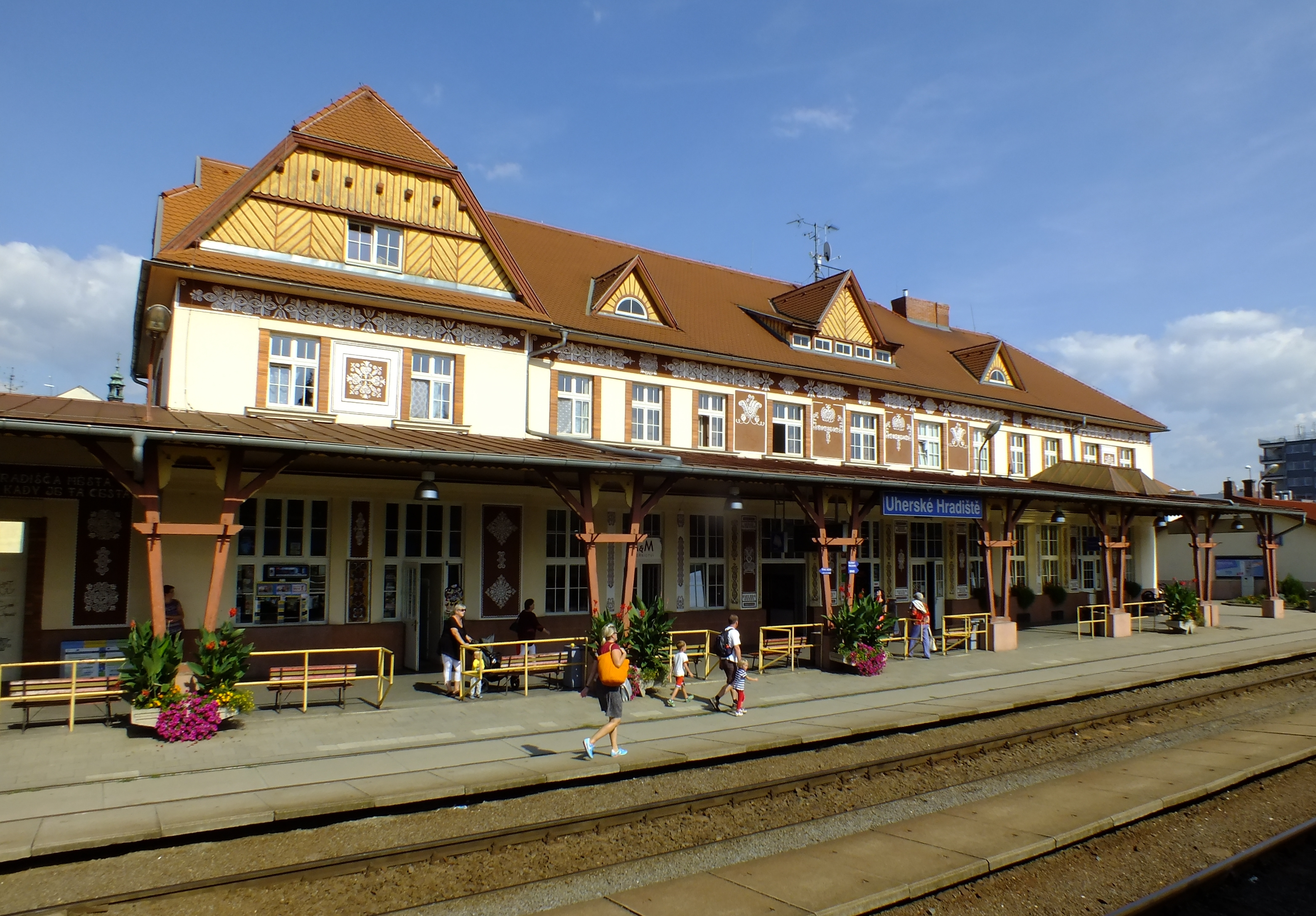
Bahnhofsgebäude

Der Bahnhof Staré Město u Uherského Hradiště liegt an der Linie Wien–Krakau der ehemaligen Staatsbahnen (heute Bahnstrecke Břeclav–Petrovice u Karviné), von dort zweigt die Bahnstrecke Kunovice–Staré Město u Uherského Hradiště über den Bahnhof Uherské Hradiště nach Kunowitz der ehemaligen Österreichisch-Ungarischen Staatseisenbahn ab und schließt an die Bahnstrecke Brno–Vlárský průsmyk im Bahnhof Kunovice an.

## Bildung
In Uherské Hradiště ist die Fakultät für Logistik und Krisenmanagement der Tomáš-Baťa-Universität in Zlín angesiedelt.

## Kultur
Uherské Hradiště ist Heimat des Musikensembles Hradišťan.

## Partnerstädte
- Bridgwater, Vereinigtes Königreich, seit 1992
- Mayen, Deutschland, seit 1994
- Krosno, Polen, seit 2009
- Skalica, Slowakei, seit 2009[6]
- Sárvár, Ungarn, seit 2012

## Söhne und Töchter der Stadt
- Franz Utsch von Gillenbach (1804–1877), Kommunalpolitiker
- Alois von Pražák (1820–1901), österreichischer Politiker
- Adolf Promber (1843–1899), Jurist, Abgeordneter des österreichischen Reichsrates und des mährischen Landtages
- Otto Luitpold Jiriczek (1867–1941), deutscher Anglist
- Heinrich Koch (1896–1934), tschechisch-deutscher Fotograf und Pädagoge
- Jan Baťa (1898–1965), tschechisch-brasilianischer Unternehmer
- Zdeněk Chalabala (1899–1962), Dirigent
- Anna Rieder (* 1943), österreichische Politikerin und Landesrätin in der Steiermärkischen Landesregierung
- Miroslav Kadlec (* 1964), Fußballspieler
- Petr Nečas (* 1964), Ministerpräsident (2010–2013)
- Milan Kerbr senior (* 1967), Fußballspieler
- Zbyněk Hráček (* 1970), Schach-Großmeister
- Václav Kolaja (* 1971), Diplomat und Botschafter beim Heiligen Stuhl, Malteserorden, San Marino
- Milan Kadlec (* 1974), Radrennfahrer
- Radim Bičánek (* 1975), Eishockeyspieler
- Miloslav Gureň (* 1976), Eishockeyspieler
- DJ Tatana (* 1976), DJ
- Pavel Benedikt Stránský (* 1978), Bischof der Altkatholischen Kirche
- Jaroslav Balaštík (* 1979), Eishockeyspieler
- Jana Maláčová (* 1981), Beamtin und Politikerin
- Štěpán Hulík (* 1984), Drehbuchautor und Filmhistoriker
- Lukáš Droppa (* 1989), Fußballspieler
- Milan Kerbr junior (* 1989), Fußballspieler
- Eva Josefiková (* 1990), Schauspielerin
- Šárka Pančochová (* 1990), Freestyle-Snowboarderin
- Filip Hlúpik (* 1991), Fußballspieler
- Lucie Koudelová (* 1994), Leichtathletin
- Veronika Andrýsková (* 1997), Handballspielerin
- Michal Sadílek (* 1999), Fußballspieler
- Matěj Kovář (* 2000), Fußballspieler
- Tomáš Habarta (* 2003), Leichtathlet
- Petr Meindlschmid (* 2006), Weitspringer

Im Ort lebten weiterhin:
- Dana Zátopková (1922–2020), Speerwerferin

Im Ort leben:
- Paul Speckmann (* 1963), amerikanischer Death-Metal-Musiker